# Browns Summit (Carolina del Norte)
Browns Summit es una pequeña área no incorporada ubicada del condado de Guilford en el estado estadounidense de Carolina del Norte.